# Valuéjols
Valuéjols (okzitanisch Valuèjol) ist ein zentralfranzösischer Ort und eine Gemeinde mit 578 Einwohnern (Stand 1. Januar 2022) im Département Cantal in der Region Auvergne-Rhône-Alpes (vor 2016 Auvergne). Die Gemeinde gehört zum Arrondissement Saint-Flour und zum Kanton Saint-Flour-2.

## Lage
Valuéjols liegt etwa 30 Kilometer ostnordöstlich von Aurillac. Umgeben wird Valuéjols von den Nachbargemeinden Laveissenet im Westen und Norden, Ussel im Norden und Osten, Roffiac im Osten, Tanavelle im Südosten sowie Paulhac im Süden.

## Bevölkerungsentwicklung
| Jahr                       | 1962 | 1968 | 1975 | 1982 | 1990 | 1999 | 2006 | 2011 | 2019 |
| Einwohner                  | 922  | 833  | 696  | 607  | 578  | 525  | 527  | 547  | 564  |
| Quellen: Cassini und INSEE |      |      |      |      |      |      |      |      |      |

## Sehenswürdigkeiten
- Kirche Saint-Saturnin, Monument historique seit 1928
- Kirche von Saint-Maurice im Ortsteil Saint-Maurice
- Kirche Notre-Dame-de-la-Visitation im Ortsteil Lescure Haut
- Kapelle Notre-Dame-de-Bon-Secours im Ortsteil Nouvialle
- Kapelle Saint-Roch im Ortsteil Le Ché

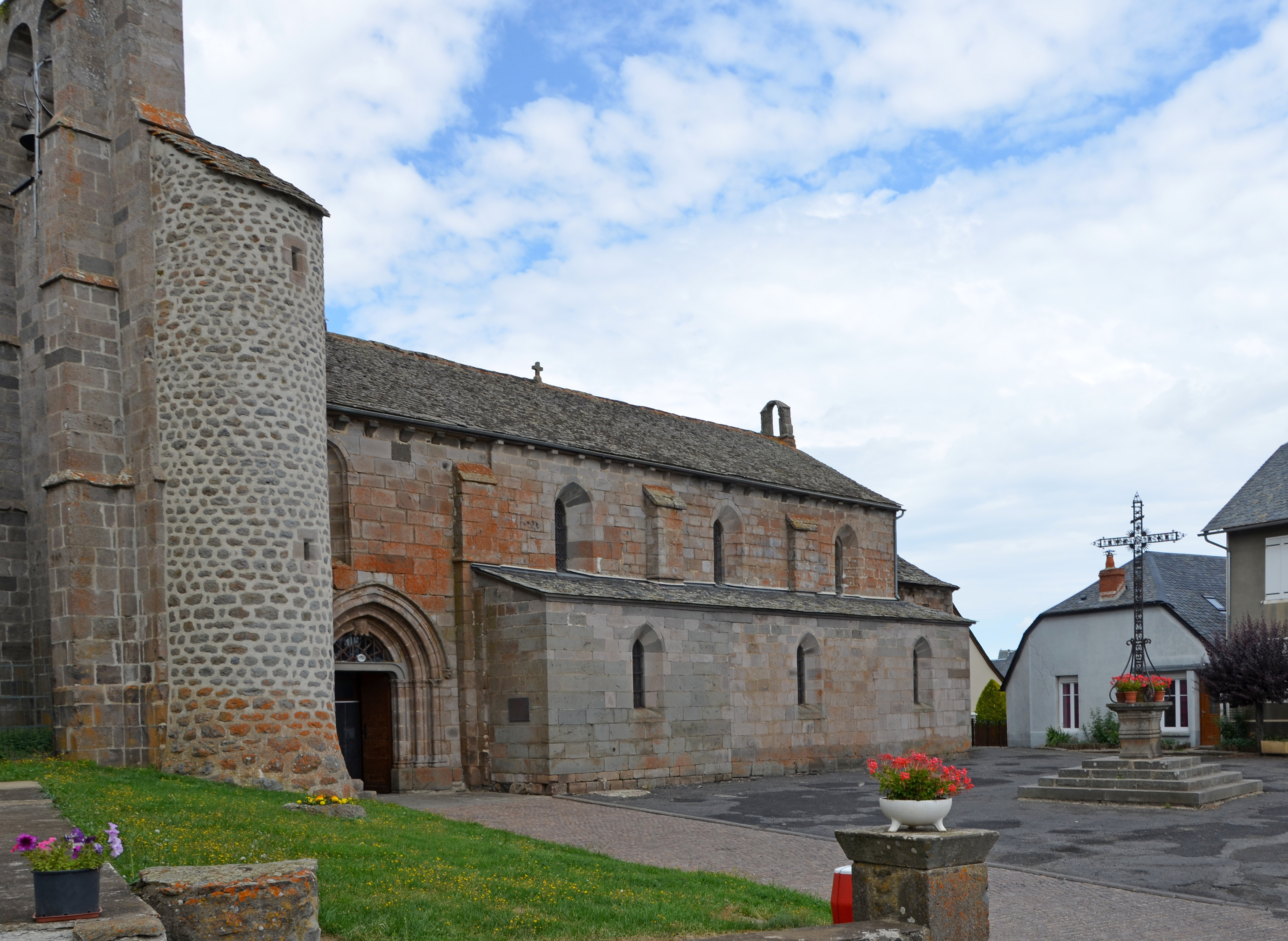
Kirche Saint-Saturnin
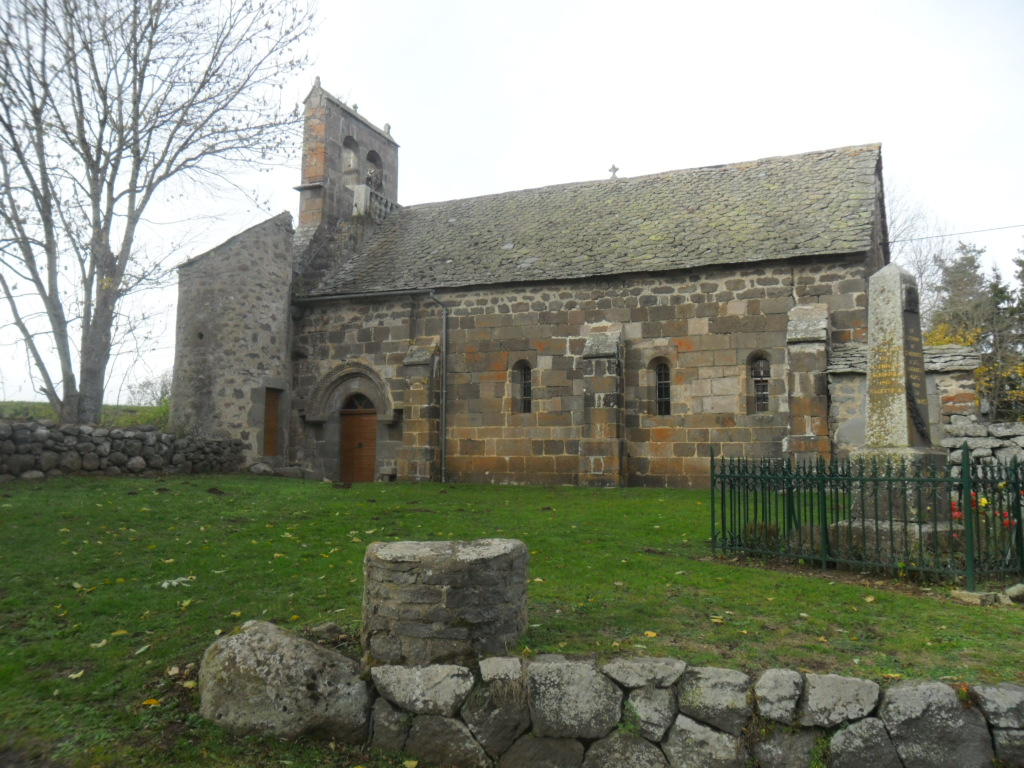
Kirche Saint-Maurice